# Pam-Inseln
Die Pam-Inseln, auch Maitland-Inseln, Pom-Inseln oder Pom Liu genannt, sind eine Inselgruppe im Norden von Papua-Neuguinea. Politisch sind sie Teil der Provinz Manus.

## Geographie
Die Inseln bilden eine Untergruppe der Admiralitätsinseln. Sie liegen in der Region der St. Andrew-Straße, 4 km nordöstlich von Baluan und 5 km südwestlich der St. Andrew-Inseln.
Lou, die größte Insel der Region, befindet sich 6 km nördlich der Pam-Inseln.
Die beiden Inseln der Pam-Inseln sind von einem gemeinsamen Korallenriff umgeben. Die etwas größere, bewohnte Insel Pam Mandian befindet sich an der südwestlichen Seite des Riffs, die kleinere Insel Pam Lin an der nördlichen Seite. Die bewaldeten Inseln sind vulkanischen Ursprungs. Sie erreichen Höhen von 65 m bzw. 81 m.
Die Bevölkerung lebt isoliert. Auf den Inseln werden Kokosnüsse, Gemüse, Bananen, Betelnüsse, Kakao und Früchte angebaut.

## Geschichte
Die Inseln werden wahrscheinlich seit etwa 1500 v. Chr. von Melanesiern bewohnt. Das Gebiet kam im Jahr 1885 unter deutsche Verwaltung und gehörte seit 1899 zu Deutsch-Neuguinea. Während des Ersten Weltkrieges wurden die Inseln von australischen Truppen erobert und nach dem Krieg als Mandat des Völkerbundes von Australien verwaltet. 
Von 1942 bis 1944 wurden die Inseln von Japan besetzt, kehrten aber 1949 in australische Verwaltung zurück, bis Papua-Neuguinea 1975 unabhängig wurde.